# Lucía Fresco
Lucía Daniela Fresco (* 14. Mai 1991 in Chajarí) ist eine argentinische Volleyballspielerin.

## Karriere
Fresco wollte zunächst Basketball spielen, fand aber keinen passenden Verein. Deshalb begann die Tochter eines Mediziners im Alter von elf Jahren in ihrer Heimatstadt mit Volleyball. Von dort wechselte sie 2009 zu den Boca Juniors. Die Diagonalangreiferin kam über den argentinischen Nachwuchs in die A-Nationalmannschaft. 2011 gewann sie mit ihrem Verein die nationale Meisterschaft. Im gleichen Jahr erreichte sie mit Argentinien das Finale der Südamerika-Meisterschaft. Anschließend wurde sie vom deutschen Bundesligisten SC Potsdam verpflichtet. 2014 wechselte Fresco nach Italien zu Urbino Volley.